# Darwin Ocampo
Darwin Ocampo (* Portoviejo, Ecuador, 9 de agosto de 1995) es un futbolista ecuatoriano que juega de delantero en el Olmedo de la Serie B de Ecuador.

## Clubes
| Club        | País    | Año  |
| ----------- | ------- | ---- |
| Atacames SC | Ecuador | 2012 |
| Emelec      | Ecuador | 2012 |
| Delfín SC   | Ecuador | 2013 |
| Águilas     | Ecuador | 2014 |
| Cuniburo FC | Ecuador | 2015 |
| Olmedo      | Ecuador | 2015 |

## Palmarés

### Campeonatos nacionales
| Título            | Club      | País    | Año  |
| ----------------- | --------- | ------- | ---- |
| Segunda Categoría | Delfín SC | Ecuador | 2013 |